# Listă de conducători de stat din 889
885 - 886 - 887 - 888 - 889 - 890 - 891 - 892 - 893
Aceasta este o listă a conducătorilor de stat din anul 889:

## Europa
- Amalfi: Ștefan (prefect, 879-898)
- Anglia, statul anglo-saxon Mercia: Ethelred (ealdorman, 883-911)
- Anglia, statul anglo-saxon Wessex: Alfred cel Mare (rege, 871-899)
- Anglia, statul East Anglia: Guthrum (rege danez, 880-890/891)
- Anjou: Ingelger (Enjeuger) (conte, 879-cca. 898)
- Aquitania: Rainulfe al II-lea (duce, 880-890) și Guillaume I cel Pios (duce, cca. 886-918)
- Armenia, statul Ani: Așot cel Mare (rege din dinastia Bagratizilor, 884/885-890)
- Asturia: Alfonso al III-lea cel Mare (rege, 866-910; totodată, rege al Leonului, 866-910)
- Bavaria: Arnulf de Carintia (rege din dinastia Carolingiană, 887-899; totodată, rege al Germaniei, 887-899; totodată, rege al Lotharingiei, 887-895; ulterior, rege al Italiei, 894-899; ulterior, împărat occidental, 896-899)
- Bavaria: Liutpold (duce din dinastia lui Liutpold, 889-907)
- Benevento: Aiulf al II-lea (principe, 884-890)
- Bizanț: Leon al VI-lea Înțeleptul (împărat din dinastia Macedoneană, 886-912)
- Bretania: Alain I cel Mare (duce, 876/877-907)
- Bulgaria: Boris I Mihail (cneaz, 852-889) și Vladimir (cneaz, 889-893)
- Burgundia: Richard I Legislatorul (duce, cca. 888-921)
- Capua: Atenulf I (conte, 887-910; ulterior, principe de Benevento, 900-910)
- Cordoba: Abu Muhammad Abdallah ibn Muhammad (I) (emir din dinastia Omeiazilor, 888-912)
- Creta: Abu Abdallah Umar ben Shuayb (emir, 880-895)
- Croația: Branimir (uzurpator, 879-cca. 890)
- Flandra: Balduin al II-lea cel Pleșuv (conte din dinastia lui Balduin, 879-918)
- Franța: Eudes (rege din dinastia Capețiană, 888-898)
- Friuli: Berengar (margraf, 874-890; ulterior, rege al Italiei, 888-896, 896-924; ulterior, împărat occidental, 915-924)
- Gaeta: Docibilis I (consul, 867-906) și Ioan I (consul, 867-877; apoi, patriciu, 877-933 sau 934)
- Germania: Arnulf de Carintia (rege din dinastia Carolingiană, 887-899; totodată, rege al Bavariei, 887-899; totodată, rege al Lotharingiei, 887-895; ulterior, rege al Italiei, 894-899; ulterior, împărat occidental, 896-899)
- Gruzia, statul Abhazia: Bagrat I (rege, 887/888-898/899)
- Gruzia, statul Tao-Klardjet: Gurghen I (rege din dinastia Bagratizilor, 881-891) și Adarnase al IV-lea (rege și curopalat, 888-923)
- Italia: Berengar I (rege, 888-896, 896-924; totodată, margraf de Friuli, 874-890; ulterior, împărat occidental, 915-924) și Guido (rege din familia Guideschi, 889-894; totodată, duce de Spoleto, 883-894; ulterior, împărat occidental, 891-894)
- Ivrea: Anscar (margraf din familia Anscarizilor, 888-902)
- Kiev: Oleg (mare cneaz din dinastia Rurikizilor, 888-912)
- Leon: Alfonso al III-lea cel Mare (rege, 866-910; totodată, rege al Asturiei, 866-910)
- Lotharingia: Arnulf de Carintia (rege din Dinastia_Carolingiană, 887-895; totodată, rege al Bavariei, 887-899; totodată, rege al Germaniei, 887-899; ulterior, rege al Italiei, 894-899; ulterior, împărat occidental, 896-899)
- Moravia Mare: Svatopluk (cneaz, 870?-894)
- Navarra: Fortun Garces (rege, cca. 882-905)
- Neapole: Atanasio (duce, 877/878-897/898)
- Olanda: Gerulf al II-lea (conte, 885-înainte de 916)
- Salerno: Guaimar I (principe, 880-900)
- Saxonia: Otto I Ilustrul (duce din dinastia Liudolfingilor, 880-912)
- Scoția: Eochaid și Giric (regenți sau uzurpatori, 878-889) și Domnall (Donald) al II-lea (889-900)
- Serbia: Mutimir (cneaz din dinastia lui Viseslav, 860-891)
- Sicilia: Abu Ishak Ibrahim al II-lea ibn Ahmad (emir din dinastia Aghlabizilor, 875-902)
- Spoleto: Guy al III-lea (duce din familia Guideschi, 883-894; ulterior, rege al Italiei, 889-894; ulterior, împărat occidental, 891-894)
- Statul papal: Ștefan al V-lea (sau al VI-lea) (papă, 885-891)
- Toscana: Adalbert al II-lea cel Bogat (margraf, 886-915)
- Toulouse: Eudes (conte, 886-918/919)
- Ungaria: Arpad (conducător din dinastia Arpadiană, 889-907)
- Veneția: Pietro (Tribuno) (Trasdomenico) (doge, 888-912)

## Africa
- Aghlabizii: Abu Ishak Ibrahim al II-lea ibn Ahmad (emir din dinastia Aghlabizilor, 875-902)
- Idrisizii: Iahia al III-lea al-Mikdam ibn al-Kasim ibn Idris (II) (imam din dinastia Idrisizilor, ?-905) (?)
- Kanem-Bornu: Fune (cca. 835-cca. 893)
- Tulunizii: Abu'l-Djaiș Humaravaih ibn Ahmad (conducător, 884-896)

## Asia

### Orientul Apropiat
- Bizanț: Leon al VI-lea Înțeleptul (împărat din dinastia Macedoneană, 886-912)
- Califatul abbasid: Abu'l-Abbas Ahmad al-Mutamid ibn al-Mutauakkil (calif din dinastia Abbasizilor, 870-892)
- Samanizii: Nasr I ibn Ahmad (emir din dinastia Samanizilor, 864-892)
- Tulunizii: Abu'l-Djaiș Humaravaih ibn Ahmad (conducător, 884-896)

### Orientul Îndepărtat
- Birmania, statul Arakan: Tulataing Chandra (rege din dinastia Chandra, 884-903)
- Birmania, statul Mon: rege necunoscut (885-902)
- Cambodgea, Imperiul Kambujadesa (Angkor): Indravarman I (împărat, 877-889) și Yasovarman I (Paramasivaloka) (împărat, 889-?)
- Cambodgea, statul Tjampa: Vikrantavarman al III-lea (rege din a cincea dinastie, după 854-875/889) și Indravarman al II-lea (rege din a șasea dinastie, 875/889-898/903)
- China: Zhaozong (împărat din dinastia Tang, 889-904)
- Coreea, statul Silla: Chinsong (Man) (regină din dinastia Kim, 887-897)
- India, statul Chalukya răsăriteană: Vijayaditya al III-lea (rege, 848-892)
- India, statul Chola: Aditya I (rege, cca. 871-cca. 907)
- India, statul Pallava: Nripatungavarman (rege din a treia dinastie, 855-896) și Aparajitavarman (rege din a treia dinastie, 879-cca. 893)
- India, statul Raștrakuților: Krișna al II-lea (rege, 878-914)
- Japonia: Uda (împărat, 887-897)
- Kashmir: Șamkaravarman (rege din dinastia Utpala, 884-903)
- Nepal: Raghavadeva (rege din dinastia Thakuri, 865/880-923/926)
- Sri Lanka: Udaya al II-lea (rege din dinastia Silakala, 879-890)

## America
- Toltecii: Ihuitimal (conducător, 877-923)